# Franciscaines de l'Immaculée Conception de Valence
Les Franciscaines de l'Immaculée Conception de Valence (en latin : Congregationis Sororum Franciscalium ab Immaculata) est une congrégation religieuse enseignante de droit pontifical.

## Historique
Les origines de la congrégation remontent à un beaterio de tertiaires franciscaines construit à Valence au XIIIe siècle. En 1863, Francisca Pascual Doménech entre dans la communauté sous le nom de Françoise de la Conception. Lorsqu'elle est élue supérieure en 1876, elle propose à ses compagnes de réformer la communauté en établissant la vie commune, plus proche de l'esprit de saint François d'Assise ; la plupart des tertiaires acceptent la proposition.
Le cardinal Mariano Benito Barrio Fernández, archevêque de Valence, approuve les nouvelles constitutions et la communauté qui porte au début le titre de congrégation de religieuses tertiaires franciscaines de saint François d'Assise et de l'Immaculée Conception. Le 27 février 1876, elles commencent la vie commune en se dédiant à l'enseignement de la jeunesse et plus particulièrement des aveugles et des sourds-muets.
L'institut obtient le décret de louange le 26 août 1898 et ses constitutions sont définitivement approuvées le 9 avril 1902. Il est agrégé à l'ordre des frères mineurs le 8 juillet 1926. 

## Activités et diffusion
Les sœurs se consacrent particulièrement à l'enseignement des aveugles et des sourds-muets. 
Elles sont présentes en:
- Europe : Espagne, Italie, Portugal.
- Amérique : Chili, Honduras, Pérou, Porto Rico, Venezuela
- Afrique : Kenya, Maroc.
- Asie : Inde.

La maison-mère est à Valence en Espagne.
En 2017, la congrégation comptait 342 sœurs dans 58 maisons.